# Verbunkos
Verbunkos (otras expresiones similares son Verbounko, Verbunko, Verbunkas, Werbunkos, Werbunkosch, Verbunkoche) es un género musical y danza húngaros del siglo XVIII, atribuido a los gitanos, por su habitual relación con la música.
El nombre proviene de la palabra alemana "Werben" que significa "alistarse al ejército"; verbunkos -- reclutador.
La música y la danza correspondientes se tocaban durante el reclutamiento militar, el cual era un acontecimiento frecuente en esos tiempos y de ahí proviene la acepción del baile.
El compositor gitano János Bihari es el más conocido compositor e intérprete de verbunkos. Se conservan 84 composiciones de su mano. Bihari fue un gran violinista durante toda su vida y tocó en la corte de Viena durante el Congreso de Viena de 1814.
En la segunda mitad del siglo XIX los verbunkos se introdujeron en la ópera. Las óperas más exitosas fueron las de Ferenc Erkel, principalmente László Hunyadi y Bánk bán, que fueron fuertemente influidas por este género.
Los Contrastes de Béla Bartók (1938), un trío para clarinete, piano y violín, consisten en tres movimientos de los cuales el primero se conoce como Verbunkos.

## Slovácko Verbuňk
Una variedad de verbunkos denominada Slovácko verbuňk, que es una danza popular improvisada ejecutada por muchachos y hombres que viven en las regiones de Moravia del Sur y Zlín, en la República Checa, fue elegida mediante la denominación Slovácko Verbuňk, la danza de los reclutas como Obra Maestra del Patrimonio Oral e Intangible de la Humanidad en 2005, y como Patrimonio Cultural Inmaterial de la Humanidad en el 2008, por la Unesco.